# Cyc
Cyc는 세상이 동작하는 방법에 대한 기초적인 개념과 규칙을 아우르는 종합적인 온톨로지와 지식베이스를 조합하는 것을 목표로 하는 장기간의 인공 지능 프로젝트이다. 상식적 지식의 포착을 희망하면서 다른 AI 플랫폼이 염두에 둘 수 있는 암묵적 지식에 초점을 둔다. 이는 위키백과의 검색 엔진을 통해 검색하거나 인터넷에서 무언가를 찾을 사실들과는 대조된다. Cyc는 AI 애플리케이션이 인간과 같은 추론을 수행하고 소설적 상황과 마주칠 때 덜 불안정해질 수 있도록 도와준다.

## 관련 인물
더글러스 레넷은 1984년 7월 MCC(Microelectronics and Computer Technology Corporation)에서 이 프로젝트를 시작했으며 여기서 그는 1984년부터 1994년까지 Principal Scientist였으며 1995년 1월 이후로 기업 Cycorp에서 CEO를 맡으며 개발을 계속 진행하고 있다.

## 같이 보기
- 중국어 방
- 디비피디아
- 프리베이스
- GPT (언어 모델)
- 무한 언어 학습 시스템
- 시맨틱 웹
- SHRDLU